# Келли, Пол Ксавье
Пол Ксавье Келли (англ. Paul Xavier Kelley; 11 ноября 1928, Бостон — 29 декабря 2019, Мак-Лейн, Виргиния) — генерал корпуса морской пехоты в отставке, 28-й комендант корпуса морской пехоты США (1 июля 1983 — 30 июня 1987).
В течение 37 лет нёс действительную службу в корпусе. Во время учёбы в колледже Вилланова он закончил программу подготовки офицеров резерва флота. После вступления в ряды корпуса в 1950 он служил пехотным офицером на многих постах. Его первым назначением стал авиационная техническая эскадрилья № 12 (AES-12) на воздушной базе корпуса морской пехоты в Куантико, штат Виргиния. Затем он был направлен по обмену и служил с британскими морскими пехотинцами. Затем он вступил в разведку морской пехоты и участвовал во Вьетнамской войне, заработав отличие. Его последними назначениями стали посты помощника коменданта корпуса и коменданта корпуса, в 1987 он ушёл в отставку.
После отставки служил в советах директоров ряда организаций.

## Биография
Родился 11 ноября 1928 в г. Бостон, штат Массачусетс. Получил степень бакалавра наук в университете Вилланова в 1950.
В июне 1950 в чине второго лейтенанта вступил в ряды корпуса морской пехоты. По окончании начальной школы в марте 1951 служил пехотным офицером в рядах 2-й дивизии морской пехоты на базе Кемп-Леджен, Северная Каролина. В сентябре был отправлен на крейсер «Салем» (CA-139), где прослужил 20 месяцев, сначала как офицер затем командир подразделения морских пехотинцев на борту. В декабре 1953 он был произведён в капитаны.
С июля 1956 по декабрь 1957 служил специальным помощником директора по кадрам штаба корпуса морской пехоты (г. Вашингтон). Затем окончил школу парашютистов в Форт-Беннинге, штат Джорджия.
В феврале 1958 получил назначение в созданную вновь 2-ю роту разведки сил морской пехоты атлантического флота, база Кемп-Леджен, где служил как офицер а потом как командир.
С сентября 1960 по май 1961 он был направлен по обмену в состав британской морской пехоты и стал одним из немногих иностранцев, получивших зелёный берет морского пехотинца. В ходе своего пребывания в рядах британской морской пехоты он закончил командный курс в Англии, служил помощником оперативного офицера коммандо № 45 в Адене и командиром отряда С коммандо № 42 в Сингапуре, Малайе и на Борнео. 1 марта 1960 был произведён в майоры. С июня 1964 по август 1965 служил командиром в казармах морской пехоты в г. Ньюпорт. Род-Айленд.
В 1965 году отправился во Вьетнам. Сначала он служил офицером боевой разведки в 3-м амфибийном отряде морской пехоты тихоокеанского флота, затем командиром 2-го батальона 4-го полка морской пехоты. 20 января 1966 он был произведён в подполковники. Во время службы батальонным командиром он удостоился наград: Серебряная звезда. Легион Почёта с кластером V и две бронзовые звезды с кластером V.
Четыре года спустя командовал 1-м полком морской пехоты, оставшимся последним полком морской пехоты во Вьетнаме, получил второй орден «Легион почёта».
В 1974 Келли был произведён в бригадные генералы. Командовал 4-й дивизией морской пехоты сил морской пехоты флота; директором центра развития корпуса морской пехоты, образовательного центра морской пехоты и заместителем начальника штаба корпуса морской пехоты по потребностям и программам
В феврале 1980 повышен в звании до генерал-лейтенанта и назначен первым командиром объединённых сил быстрого реагирования.
1 июля 1981 произведён в полные генералы и стал помощником коменданта корпуса и главой штаба корпуса морской пехоты.
1 июля 1983 назначен комендантом корпуса, сменив на этом посту генерала Роберта Барроу.
Повышения в звании:
- июнь 1950 — второй лейтенант
- 16 декабря 1953 — капитан
- 1 марта 1961 — майор
- 20 января 1966 — подполковник
- 1 апреля 1970 — полковник
- 6 августа 1974 — бригадный генерал
- 29 июня 1976 — генерал-майор
- 4 февраля 1980 — генерал-лейтенант
- 1 июля 1981 — генерал

В 1989 оступил в вашингтонскую политическую фирму Cassidy & Associates;, став почётным вице-председателем. В 1989—1994 он был председателем комиссии по американским военным памятникам. Он находился в составе советов директоров различных корпораций включая Allied Signal, Inc., GenCorp, Inc., Saul Centers, Inc., Sturm, Ruger & Co., Inc.; и Wackenhut Corporation.
Получил почётные докторские степени от университета Вилланова, Норвичского университета, Вебстерского университета, университета Джексонвилля и академии спорта сша
Удостоился наград национального географического общества (Major General O.A. Anderson Award), общества ветеранов заграничных войн (National Armed Forces Award), американской академии достижений (Golden Plate Award), военно-морской лиги (Admiral John M. Will Award), ирландского фонда (Ирландец года за награду южной Калифорнии), ассоциации офицеров резерва (Minuteman Hall of Fame Award), и фонда обучения морской пехоты (Semper Fidelis Award.
В декабре 2006 года стал председателем комиссии военных и бизнес-лидеров, желающих повысить энергетическую безопасность США. Они рекомендовали ужесточить нормы выбросов и увеличить доступ к оффшорным запасам нефти и газа США.
26 июля 2007 газета Washington Post опубликовала обзорную статью Келли и Роберта Тернера в которой они предупреждали что указ от 20 июля 2007 президента Джорджа Буша-младшего о возможном применении пыток и допустимых методов допроса явно нарушает статью № 3 Женевской конвенции и тем самым потенциально делает президента других лиц возможными подсудными за совершение военных преступлений. 9 ноября 2010 года он получил название почётного товарища Рейгана от колледжа Эврика. Келли занимал почётное место № 501 (c) непрофильной организации Wine Country Marines (альма-матер Рейгана). Дата была выбрана чтобы отметить 21-летие падения Берлинской стены.
Келли скончался 29 декабря 2019 года в возрасте 91 года в учреждении по уходу общины Маклин, штат Виргиния от осложнений болезни Альцгеймера.

## Награды
|  |                                                                               |                             |  |  |
|  |                                                                               |                             |  |  |
|  |                                                                               |                             |  |  |
|  |                                                                               |                             |  |  |
|  | Бронзовая звезда за службу                                                    |                             |  |  |
|  | Бронзовая звезда за службу                                                    | Серебряная звезда за службу |  |  |
|  | Золотая звезда повторного награждения · Золотая звезда повторного награждения |                             |  |  |
|  |                                                                               |                             |  |  |
|  |                                                                               |                             |  |  |

| Значок парашютиста КМП               |                                                              |                                                                                            | |                                                                  |                                                  |
| 1-й ряд                              |                                                              | Медаль Министерства обороны «За выдающуюся службу»                                         | Медаль «За выдающуюся службу» (ВМС США)                                                                |                                                                  | Значок объединённого комитета начальников штабов |
| 2-й ряд                              | Медаль «За выдающиеся заслуги»                               | Медаль «За выдающуюся службу»                                                              | Серебряная звезда                                                                                      | Орден «Легион почёта» с литерой «V» и золотой звездой            | Значок объединённого комитета начальников штабов |
| 3-й ряд                              | Бронзовая звезда с литерой «V» и золотой звездой             | Похвальная медаль Объединённого командования                                               | Похвальная медаль ВМС и Корпуса морской пехоты                                                         | Армейская Похвальная медаль                                      | Значок объединённого комитета начальников штабов |
| 4-й ряд                              | Боевая ленточка                                              | Президентская благодарность подразделению (ВМС) с бронзовой звездой за службу              | Благодарность части Военно-морского флота                                                              | Военно-морская Похвальная благодарность армейской воинской части | Значок объединённого комитета начальников штабов |
| 5-й ряд                              | Медаль «За оккупационную службу» (ВМС США)                   | Медаль за службу национальной обороне с бронзовой звездой                                  | Медаль «За службу во Вьетнаме» с бронзовой звездой и значком «1960»                                    | Order of National Security Merit,Tong-il Medal (Южная Корея)     | Значок объединённого комитета начальников штабов |
| 6-й ряд                              | Орден «За выдающиеся заслуги» Армия (II класс) Южный Вьетнам | Крест «За храбрость» с двумя пальмовыми листьями и 2 золотыми звёздами (Южный Вьетнам)     | Медаль чести вооружённых сил 1-го класса (Южный Вьетнам)                                               | Медаль обслуживающих заслуг 1-го класса (Южный Вьетнам)          | Значок объединённого комитета начальников штабов |
| 7-й ряд                              | Vietnam Training Service Medal 1-го класса (Южный Вьетнам)   | Крест «За храбрость» для подразделения с пальмовым листом и золотой рамкой (Южный Вьетнам) | Медаль «За гражданские действия» для подразделения с пальмовым листом и золотой рамкой (Южный Вьетнам) | Медаль вьетнамской кампании (Южный Вьетнам)                      | Значок объединённого комитета начальников штабов |
| Ззначок парашютиста Значок следопыта |                                                              |                                                                                            | |                                                                  |                                                  |